# Československo na Zimních olympijských hrách 1936
Československo na Zimních olympijských hrách v Garmisch-Partenkirchen v roce 1936 reprezentovalo 44 sportovců, z toho 5 žen. Nejmladší účastnicí byla krasobruslařka Věra Hrubá (15 let, 214 dní), nejstarším pak hokejista Jan Peka (41 let, 193 dní). Reprezentanti nevybojovali žádnou medaili.

## Seznam všech zúčastněných sportovců
| Číslo | Jméno                | Pohlaví | Věk | Sport                               |
| ----- | -------------------- | ------- | --- | ----------------------------------- |
| 1     | Růžena Beinhauerová  | Žena    | 23  | Alpské lyžování                     |
| 2     | Gustl Berauer        | Muž     | 23  | Běh na lyžích, Severská kombinace   |
| 3     | Wilhelm Blechschmidt | Muž     |     | Boby                                |
| 4     | Josef Boháč          | Muž     | 21  | Lední hokej                         |
| 5     | Oldřich Buďárek      | Muž     | 20  | Skoky na lyžích                     |
| 6     | Alois Cetkovský      | Muž     | 27  | Lední hokej                         |
| 7     | Oldřich Hanč         | Muž     | 20  | Rychlobruslení                      |
| 8     | Walter Heinzl        | Muž     |     | Boby                                |
| 9     | Walter Hollmann      | Muž     |     | Alpské lyžování                     |
| 10    | Eduard Hromádka      | Muž     | 26  | Alpské lyžování                     |
| 11    | Karel Hromádka       | Muž     | 30  | Lední hokej                         |
| 12    | Věra Hrubá           | Žena    | 15  | Krasobruslení                       |
| 13    | Drahoš Jirotka       | Muž     | 20  | Lední hokej                         |
| 14    | Zdeněk Jirotka       | Muž     | 21  | Lední hokej                         |
| 15    | Josef Kahl           | Muž     | 22  | Skoky na lyžích                     |
| 16    | Johann Knahl         | Muž     | 21  | Alpské lyžování                     |
| 17    | Jan Košek            | Muž     | 22  | Lední hokej                         |
| 18    | Oldřich Kučera       | Muž     | 21  | Lední hokej                         |
| 19    | Johann Lahr          | Muž     | 23  | Severská kombinace, Skoky na lyžích |
| 20    | Josef Lanzendörfer   | Muž     | 28  | Boby                                |
| 21    | Gustav Leubner       | Muž     |     | Boby                                |
| 22    | Jaroslav Lukeš       | Muž     | 24  | Skoky na lyžích                     |
| 23    | Josef Maleček        | Muž     | 32  | Lední hokej                         |
| 24    | Ewald Menzl          | Muž     | 27  | Boby                                |
| 25    | Fritzi Metznerová    | Žena    | 25  | Krasobruslení                       |
| 26    | Lukáš Mihalák        | Muž     | 27  | Běh na lyžích                       |
| 27    | Trude Möhwaldová     | Žena    | 20  | Alpské lyžování                     |
| 28    | Cyril Musil          | Muž     | 28  | Běh na lyžích                       |
| 29    | Vladimír Novák       | Muž     | 31  | Běh na lyžích                       |
| 30    | Jan Peka             | Muž     | 41  | Lední hokej                         |
| 31    | Walter Pick          | Muž     | 19  | Alpské lyžování                     |
| 32    | Bedřich Posselt      | Muž     |     | Boby                                |
| 33    | Jaroslav Pušbauer    | Muž     | 34  | Lední hokej                         |
| 34    | Karel Růžička        | Muž     | 26  | Boby                                |
| 35    | Jaroslav Sadílek     | Muž     | 22  | Krasobruslení                       |
| 36    | František Šimůnek    | Muž     | 25  | Běh na lyžích, Severská kombinace   |
| 37    | Jan Svatoš           | Muž     | 25  | Běh na lyžích                       |
| 38    | Jiří Tožička         | Muž     | 34  | Lední hokej                         |
| 39    | Ladislav Troják      | Muž     | 21  | Lední hokej                         |
| 40    | Jaromír Turnovský    | Muž     | 23  | Rychlobruslení                      |
| 41    | Walter Ulrich        | Muž     | 23  | Lední hokej                         |
| 42    | Rudolf Vrána         | Muž     | 25  | Severská kombinace                  |
| 43    | Hilde Walterová      | Žena    | 23  | Alpské lyžování                     |
| 44    | Robert Zintel        | Muž     | 31  | Boby                                |